# Saperda populnea balsamifera
Saperda populnea balsamifera es una subespecie de escarabajo longicornio del género Saperda, tribu Saperdini, subfamilia  Lamiinae. Fue descrita científicamente por Motschulsky en 1860.

## Descripción
Mide 8-15 milímetros de longitud.

## Distribución
Se distribuye por Mongolia y Rusia.